# Armoriale delle famiglie italiane (Sap-Say)
Questo è l'armoriale delle famiglie italiane il cui cognome inizia con le lettere che vanno da Sap a Say.

## Armi

### Sap
| Stemma | Casato e blasonatura |
| ------ | --- |
|        | Sapellani (Biella, Santhià, Torino) Titolo: conti di Palazzo D'azzurro, a tre fasce di rosso, orlate d'argento, la prima sorreggente un'aquila coronata, dello stesso, la seconda sorreggente due ferri di zappa, d'oro, la terza sorreggente un ferro di zappa, pure d'oro Motto: Tu ne craindras en bien faisant (citato in (23)) |
|        | Sapellani (Biella, Torino) Titolo: conti D'azzurro, a tre fasce di rosso, orlate d'argento, la prima sorreggente un'aquila coronata, dello stesso, la seconda sorreggente due ferri di zappa, d'oro, la terza sorreggente un ferro di zappa, pure d'oro (citato in (23)) |
|        | Sapellani (Biella, Torino) 3 ferri di zappa di oro posti 2,1 sulle due prime fasce di azzurro del - fasciato di rosso bordato di oro e di azzurro - aquila coronata di argento su azzurro in capo (citato in LEOM) |
|        | Sapelli Melina di Capriglio (Torino, Salabue) Titolo: conti Partito, al 1° d'argento alla fascia di rosso, accompagnata da tre pigne al naturale, con il capo d'oro, carico di un'aquila coronata, di nero, al 2° inquartato, al 1° e 4° d'oro, all'aquila bicipite di nero, coronata del campo, al 2° e 3° di rosso, alla scala d'oro posta in palo (citato in (23)) fascia di rosso su argento - 3 pigne al naturale poste 2,1 su argento - aquila coronata di nero su oro in capo - aquila bicipite di nero coronata di oro su oro - scala di oro posta in palo su rosso (citato in LEOM)                                                               |
|        | Sapienza (Sicilia) d'azzurro, al monte di cinque cime d'argento, movente dalla punta cimato da un uccello dello stesso, accompagnato da sette stelle d'oro poste in cinta (citato in Mango e in (28)) Notizie storiche in Famiglie nobili di Sicilia. |
|        | Sapigna (Cesena) (la blasonatura non è stata ancora caricata) (citato in BLCW) Immagine in Blasone Cesenate. |
|        | Sapiti (Firenze) D'azzurro, a tre bande di rosso, bordate d'oro (citato in (19)) alias D'azzurro, a quattro bande di rosso, bordate d'oro (citato in (19)) (DE) In Blau 4 golden bordierte rote Schrägbalken (citato in KHIF) |
|        | Sapolini (Toscana) di nero, al decusse d'oro (DE) In Schwarz 1 goldenes Schrägkreuz (citato in KHIF) |
|        | Saporiti o Saporito (Ovada) D'azzurro, alla torre di due palchi merlata di quattro pezzi di rosso, aperta del campo e finestrata di nero, fondata sulla campagna di verde, sostenuta da due leoni d'oro, impugnanti una mazza d'armi dello stesso; col capo d'argento, caricato di un'aquila nascente col volo abbassato, rivoltata e coronata d'oro (citato in STOV) |
|        | Saporiti (Genova, Monterosso Almo) aquila coronata di nero sull'oro del - troncato di oro e di azzurro - torre di argento merlata di 5 pezzi alla guelfa su azzurro aperta e finestrata del campo sostenuta da - 2 leoni controrampanti coronati di oro su ristretto di acqua al naturale su azzurro (citato in LEOM) |
|        | Saporiti (Genova, Monterosso Almo) aquila coronata di nero sull'oro del - troncato di oro e di azzurro - castello a una torre di argento movente da terrazzo di verde uscente dalla punta sostenuto da - 2 leoni di oro controrampanti reggenti con le zampe anteriori una mazza di argento su azzurro (citato in LEOM) |
|        | Saporito (Sant'Angelo di Brolo) Titolo: barone di Scarapullè e Danile d'azzurro partito da un palo d'argento. 1° alla fascia d'argento accompagnata in capo da un leone sormontato da una stella il tutto d'oro, nel 2° alla roccia sostenente un pavone il tutto al naturale dal sole d'oro (citato in (24) e in (28)) palo di argento su azzurro - fascia di argento sormontata da - un leone rampante di oro cimato da stella (6 raggi) dello stesso su azzurro - pavone al naturale su roccia uscente dalla punta dello stesso sormontato da - sole raggiante di oro tutto su azzurro (citato in LEOM) Notizie storiche in Famiglie nobili di Sicilia. |
|        | Sappa o Zappa o Sappa dei Milanesi (Alessandria) Titolo: consignori di Melazzo (?) Fasciato d'oro e di rosso, di quattro pezzi Motto: Hinc generosa propago (citato in (23)) |
|        | Sappa (None, Mondovì, Roma) Titolo: baroni D'oro, al pino nutrito nella campagna, il tutto di verde (citato in (23)) albero probabilmente abete nodrito su terrazzo tutto di verde su oro (citato in LEOM) Motto: Nec vexata mutantur |
|        | Sappia e Sappia de Rossi (Sanremo, Nizza, Francia) Titolo: conti di Lieucia Inquartato, al 1° e 4° d'oro, a tre [...] d'argento, 2, 1, al 3° d'azzurro, a sei stelle (8) d'argento, 1, 2, 3, al 4° d'azzurro, a sei stelle (8) d'argento, 3, 2, 1 (?) (citato in (23)) |
|        | Sappis Troncato, al 1° d'argento, all'aquila di nero, al 2° d'azzurro, a tre bande d'argento Motto: Virtute non vi (citato in (23)) |
|        | Sapuppo (Catania) Titolo: nobile; conte d'azzurro alla scala con un cane arrampicante, poggiato sulla campagna di verde, sormontata da una cometa d'argento ondeggiante in banda (citato in (24) e in Mango) d'azzurro, alla scala con un cane arrampicantesi al naturale, poggiata sulla campagna terrazzata e sormontata da una cometa d'argento posta in banda (citato in (28)) cane rampante su una scala a 4 pioli posta in palo su terrazzo tutto al naturale su azzurro sormontato da - una cometa posta in banda coda a destra di argento su azzurro (citato in LEOM) Notizie storiche in Famiglie nobili di Sicilia.                              |
|        | Saputi (Siena) Partito d'oro e d'azzurro, al crescente dell'uno all'altro, sormontato da due stelle a otto punte dell'uno nell'altro (citato in (19)) |

### Sar
| Stemma | Casato e blasonatura |
| ------ | --- |
|        | Saraca (Spalato (Croazia), Zara (Croazia)) pesce di argento su fascia di azzurro su oro (citato in LEOM) |
|        | Saracca (Ragusa/Dubrovnik) d'oro, alla fascia d'azzurro, caricata di un pesce nuotante d'argento (detto sara) (citato in (6)) (FR) D'or, à la fasce d'azur, ch. d'un poisson nageant d'argent (dit sara). Casque couronné. (citato in (7)) |
|        | Saracco (Loazzolo) D'azzurro, alla fascia d'argento, accompagnata da tre stelle d'oro, 2, 1 (citato in (23)) |
|        | Saracco Riminaldi (Ferrara) 3 rose di oro poste 2,1 sul rosso del - troncato di oro e di rosso - banda ondata di oro su azzurro (citato in LEOM) |
|        | Saraceni (Cesena) (la blasonatura non è stata ancora caricata) (citato in BLCW) Immagine in Blasone Cesenate. |
|        | Saraceno o Saraceni o Saracino o Sarazino (Bra) Titolo: conti di Brondello; consignori di Belvedere, Bergolo, Mombaldone, Romanisio, Torre Bormida, Valgrana D'argento, a tre scaglioni di rosso alias Troncato, al 1° d'oro, all'aquila nera, bicipite, al 2° d'argento, a tre scaglioni di rosso Motto: Antiquitate et virtute (citato in (23)) |
|        | Saraceno (Torino) 3 scaglioni di rosso su argento (citato in LEOM) |
|        | Saraceno (Asti) D'oro, allo scaglione di rosso, accompagnato da tre teste di moro, di nero, bendate d'argento Motto: De bien en mieux (citato in (23)) |
|        | Saraceno o Gerifalco (Atella, Matera, Venosa) Titolo: nobili d'oro alla testa di moro al naturale con la fascia di verde al giglio d'or (citato in (24)) |
|        | Saraceno (Guardia dei Lombardi) D'argento, alla testa di moro al naturale, cinta d'azzurro, con un giglio d'oro sulla fronte (citato in Araldica di Guardia dei Lombardi.) |
|        | Saraceno (Molfetta) d'azzurro, al leone d'oro, attraversato da una banda d'argento, caricata di 3 teste di moro attortigliate d'argento Motto: Antiquitate et virtute (citato in ) |
|        | Saracinelli (Firenze) Troncato: nel 1° d'azzurro, al crescente montante d'argento; nel 2° di rosso, alla testa di moro al naturale, attortigliata d'argento; e alla fascia diminuita di..., passata sulla partizione (citato in (19)) |
|        | Saracinelli (Orvieto) (la blasonatura non è stata ancora caricata) (Immagine nella Raccolta stemmi Trippini (JPG).) |
|        | Saracinelli (Orvieto) testa di moro di profilo al naturale attorcigliata di argento su argento - luna di argento su azzurro (citato in LEOM) |
|        | Saracini (Siena) D'oro, alla testa di moro di nero, vestita di rosso, sormontata da una biscia di verde piegata in semicerchio intorno alla testa stessa; il tutto abbassato talvolta sotto il capo dell'Impero alias D'oro, alla testa di moro di nero, vestita d'argento, sormontata da una biscia di verde piegata in semicerchio intorno alla testa stessa; il tutto abbassato talvolta sotto il capo dell'Impero (citato in (19)) |
|        | Saracini (Pistoia) D'argento, a due oche passanti sul terreno al naturale; e al capo d'azzurro caricato di un crescente rovesciato d'oro alias D'argento, a due oche ferme e beccanti l'erba sul terreno al naturale; e al capo d'azzurro caricato di un crescente rovesciato d'oro (citato in (19)) |
|        | Saracini (Firenze) D'oro, alla banda d'azzurro caricata di tre bisanti del campo (citato in (19)) |
|        | Saracini (Arezzo) D'argento, alla testa di moro di nero, attortigliata del campo (citato in (19)) |
|        | Saracini (Povo di Trento) 3 teste di leone di profilo al naturale poste 2,1 su azzurro (citato in LEOM) |
|        | Saracini (Cesena) (la blasonatura non è stata ancora caricata) (citato in BLCW) Immagine in Blasone Cesenate. |
|        | Saracini Lucherini d'oro alla testa di moro al naturale, sormontata da una biscia di verde; al capo cucito d'oro all'aquila di nero coronata del campo (citato in (4) – Vol. II pag. 451) |
|        | Saracino (Verona) 2 ferri di cavallo addossati di argento racchiudenti 2 crocette dello stesso su fascia di azzurro su troncato di argento e di azzurro - testa di moro al naturale di profilo attorcigliata di argento sull'argento - 3 scaglioni di rosso caricati da una luna montante di argento sull'azzurro (citato in LEOM) |
|        | Saraff (Livorno) Troncato: nel 1° d'azzurro, alla stella a sei punte d'oro, posta in mezzo a due bastoni scorciati dello stesso posti in fascia l'uno sull'altro; nel 2° di Gerusalemme (d'argento, alla croce patente d'oro accantonata da quattro crocette dello stesso) (citato in (19)) stella (8 raggi) di oro accostata da - 2 fasce ristrette e scorciate dello stesso sull'azzurro del - troncato di azzurro e di argento - croce di Gerusalemme di oro sull'argento (citato in LEOM) |
|        | Saragioli (Siena) Di rosso, alla fascia d'azzurro e al leone d'argento nascente dalla stessa (citato in (19)) |
|        | Saratta o Sarata (Vercelli) Palato d'argento e d'azzurro, con il capo d'oro, carico di tre stelle, di rosso alias Palato d'azzurro e d'argento, con il capo d'oro, carico di tre stelle (6), di rosso, male ordinate Motto: Ad astra (citato in (23)) |
|        | Sarazani (Roma) (la blasonatura non è stata ancora caricata) (Immagine nell' Archivio Storico Capitolino (PDF) (archiviato dall'url originale il 5 marzo 2016).) |
|        | Sarazani (Roma) leone rampante coronato di oro reggente con le zampe anteriori una torre dello stesso su azzurro (citato in LEOM) |
|        | Sarchi (Firenze) D'azzurro, al leone d'oro afferrante per la chioma con le branche anteriori una testa umana di carnagione posta in fronte, e accompagnato da due stelle a otto punte d'oro, poste nei cantoni del capo (citato in (19)) |
|        | Sarcì (Sicilia) d'azzurro, al pesce al naturale, sopra un mare agitato d'argento, sormontato da tre stelle d'oro ordinate in fascia, nel capo (citato in Mango e in (28)) Notizie storiche in Famiglie nobili di Sicilia. |
|        | Sarcinelli (Ceneda) fascia di oro su troncato di azzurro e di rosso - 3 stelle (8 raggi) di oro poste 1,2 sull'azzurro (citato in LEOM) |
|        | Sardagna (Trento, Casteller) leone rampante rivolto di argento su scudetto di azzurro bordato di oro su - aquila di nero armata coronata e linguata di oro su oro - rupe uscente dalla punta e dalla partizione attraversata in palo da una cascata tutto al naturale su rosso (citato in LEOM) |
|        | Sardano (Molise) (la blasonatura non è stata ancora caricata) (citato in DAlena) |
|        | Sardelli (Firenze) D'azzurro, a tre crescenti montanti d'oro, 2.1 (citato in (19)) (DE) In Blau 3 liegende goldene Halbmonde, 2:1 gestellt (citato in KHIF) |
|        | Sardi (Pisa) Troncato d'azzurro e d'oro (citato in (19)) |
|        | Sardi o Sardi Saladini (Lucca) D'argento, alla cerva saliente al naturale, e alla fascia attraversante d'azzurro caricata di tre pesci del campo (citato in (19)) 3 pesci sarde di argento su fascia di azzurro su - cervo rampante al naturale su argento (citato in LEOM) |
|        | Sardi (Sulmona, Roma, Lucca, Rieti) Troncato d'argento e d'azzurro (citato in DAlena) troncato di argento e di azzurro (citato in LEOM) alias Spaccato d'azzurro e di verde (citato in DAlena) |
|        | Sardi (Alessandria, Napoli) Titolo: nobili Troncato, al 1° d'argento, all'aquila coronata, di nero, afferrante con gli artigli due rami di corallo rosso, decussati, al 2° fasciato di rosso e d'argento (citato in (23)) aquila coronata di nero posta su 2 bastoni di corallo di rosso incrociati sull'argento del - troncato di argento e - fasciato di rosso e di argento (citato in LEOM) Motto: Utitor jure suno |
|        | Sardi (Cesena) (la blasonatura non è stata ancora caricata) (citato in BLCW) Immagine in Blasone Cesenate. |
|        | Sardi (Cesena) (la blasonatura non è stata ancora caricata) (citato in BLCW) Immagine in Blasone Cesenate. |
|        | Sardi Saladini (Lucca) Partito: nel 1° d'argento, alla cerva saliente al naturale, e alla fascia attraversante d'azzurro caricata di tre pesci del campo; nel 2° d'argento, a tre steli di panico di verde, spigati al naturale, e alla fascia attraversante d'azzurro, caricata di tre stelle a otto punte d'oro (citato in (19)) |
|        | Sardina (Peglia, Nizza) D'azzurro, a tre sardelle d'oro, una sull'altra (citato in (23)) |
|        | Sardini (Lucca) Di verde, alla fascia d'oro caricata di un sole raggiante dello stesso, e accompagnata da tre libri chiusi di rosso, affibbiati d'oro, 2.1 (citato in (19)) |
|        | Sardini (Lucca) sole di rosso su - fascia di oro su verde - 3 libri in palo di rosso guarniti di oro posti 2,1 su verde (citato in LEOM) |
|        | Sardo (Trapani, Monte San Giuliano, Erice, Firenze) Titolo: barone di Fontana Coperta d'azzurro a quattro pali d'oro con tre gigli due e uno dello stesso caricati sul tutto (citato in (24) e in Mango) d'azzurro a quattro pali d'oro, e tre gigli dello stesso, 2 e l, attraversanti sul tutto (citato in (28)) 3 gigli di oro posti 2,1 su - 4 pali dello stesso su azzurro (citato in LEOM) Notizie storiche in Famiglie nobili di Sicilia. |
|        | Sardo (Messina) Titolo: nobile di Messina, trattamento di Don e Donna d'azzurro a quattro pali di rosso, col capo del primo carico di tre giglio d'oro posti due a uno (citato in (24)) 4 pali di rosso su azzurro - 3 gigli di oro posti 2,1 su azzurro in capo (citato in LEOM) |
|        | Sardo (Lentini) Titolo: barone della Terra di Motta Camastra, Fontana Coperta d'azzurro, con tre fasce di oro, sormontate, da tre gigli del medesimo (citato in (28)) Corona di barone Notizie storiche in Famiglie nobili di Sicilia. |
|        | Sardo (Cagliari) cavaliere armato di tutto punto con lancia in resta galoppante verso - una torre merlata alla guelfa tutto al naturale su terrazzo dello stesso su azzurro (citato in LEOM) |
|        | Sardoli (Todi) fascia di argento doppiodentellata su rosso accompagnata da - 6 gigli di argento posti in doppia fascia su rosso (citato in LEOM) |
|        | Sarezzano (Sarezzano, Tortona) Titolo: signori di Sarezzano D'argento, a tre fasce ondate, di verde Motto: Humilitas omnia vincet (citato in (23)) |
|        | Sarlo Titolo: marchesi di Mileto D'azzurro, alla fascia abbassata cucita di rosso, col leone rampante d'oro accompagnato nel capo da tre stelle d'argento maleordinate, in punta al mare ondoso al naturale Motto: Ego Nisi Dei (citato in Libro d'Oro della nobiltà Italiana e Libro d'Oro della Nobiltà Mediterranea.) |
|        | Sarmatorio o Sarmatori Titolo: signori di Sarmatorio Di rosso, al leone d'argento alias Di rosso, al castello d'argento (citato in (23)) |
|        | Sarmiento de la Cerda (Spagna, Napoli) Titolo: signori di Montemagno Di rosso, a tredici bisanti, d'oro, 3, 3, 3, 3, 1 alias Inquartato, al 1° e 4° partito di Castiglia e di Leon, al 2° e 3° di Francia alias Partito, al 1° d'argento, al leone di rosso, coronato d'oro (Silva), al 2° di rosso, a tredici bisanti, d'oro, 3, 3, 3, 3, 1 (Sarmiento), sul tutto di Fernández de Híjar (citato in (23)) |
|        | Sarno e Sarno Prignano (Portici) Titolo: nobili partito: 1° d'azzurro all'albero di palma di verde sradicato di rosso, sostenuto da due leoni coronati d'oro affrontanti controrampanti al fusto (Sarno), 2° d'oro all'aquila spiegata d'azzurro imbeccata di rosso (Prignano) (citato in (24)) albero di palma di verde sradicato di rosso sostenuto da - 2 leoni controrampanti coronati di oro tutto su azzurro - aquila di azzurro armata e imbeccata di rosso su oro (citato in LEOM) |
|        | Sarnthein (Sarentino) cane levriero rampante di argento - 7 stelle (6 raggi) di oro poste in semicerchio su scudetto di azzurro su - leone passante di rosso coronato di oro su fascia di argento su rosso - testa e collo di cervo di oro uscente dalla partizione su azzurro (citato in LEOM) |
|        | Sarri (Firenze) Inquartato: nel 1° d'azzurro, a due crescenti montanti affiancati d'argento; nel 2° d'oro, all'aquila dal volo abbassato di nero, sostenuta dalla campagna d'argento; nel 3° trinciato d'oro e di rosso; nel 4° d'azzurro, allo scaglione di rosso, accompagnato in punta da un giglio d'oro (citato in (19)) |
|        | Sarriano (Napoli) Titolo: duca di Ponte, conte di Casalduni d'azzurro alla fascia sostenente un leone coronato, nascente e accompagnata nella punta da tre stelle poste in fascia il tutto d'oro (citato in (24)) di azzurro alla fascia sormontata da un leone uscente coronato ed accompagnata nella punta da tre stelle a sei punte poste in fascia, il tutto d'oro (citato in (26)) fascia di oro su azzurro - leone rampante nascente dalla fascia coronato di oro su azzurro - 3 stelle (6 raggi) di oro poste in fascia in basso su azzurro (citato in LEOM) Notizie storiche in Nobili napoletani. |
|        | Sarriod (Val d'Aosta) Titolo: conti de La Tour di Perloz, di St. Nicolas, St. Pierre; signori di Courmayeur, Introd, Sarriod; consignori di Avise, Valgrisanche D'argento, alla banda d'azzurro, carica di tre leoncini, d'oro linguati di rosso, illeoparditi (citato in (23)) 3 leoni passanti di oro su banda di azzurro su argento (citato in LEOM) alias D'argento, alla banda d'azzurro, carica di tre leoncini, d'oro, linguati di rosso, illeoparditi, accompagnata in capo da una torre, di rosso (citato in (23)) 3 leoni passanti di oro su banda di azzurro su argento - torre merlata alla guelfa di rosso su argento in alto a destra (citato in LEOM) |
|        | Sarteschi (Fivizzano, Pontremoli) Di cielo, al liocorno, talvolta retroguardante, al naturale, corrente su un monte di tre cime affiancate di verde (citato in (19)) |
|        | Sarteschi (Fivizzano, Milano, Sarzana) liocorno rampante di argento testa rivolta su monte roccioso di 3 vette di verde uscente dalla punta su azzurro (citato in LEOM) |
|        | Sartirana (Carmagnola) D'azzurro, alla croce scaccata d'argento e di rosso, accantonata da quattro stelle (8), d'oro (citato in (23)) |
|        | Sartirana (Pavia, Milano) leone rampante coronato di oro su rosso (citato in LEOM) |
|        | Sarto (Riese) ancora di argento a 3 marre gomenata dello stesso uscente da mare al naturale su azzurro sormontata da - stella (6 raggi) di oro su azzurro - leone di San Marco di oro su argento in capo (citato in LEOM) |
|        | Sartori (Asolo) Di verde alla campagna d'azzurro caricata di una banda scorciata pure verde e sostenente un leone rivoltato tenente una forbice, il tutto d'argento (citato in DAlena) |
|        | Sartori (Bassano del Grappa) leone rampante rivolto di rosso reggente con la zampa anteriore sinistra una forbice al naturale su oro - banda di oro su campagna di azzurro (citato in LEOM) |
|        | Sartori (Vicenza) (FR) D'azur à la fasce d'or acc en chef d'une colombe d'argent tenant en son bec un rameau d'olivier de sinople accostée de deux étoiles (8) d'or et en pointe de trois épis tigés et feuillés d'or rangés sur une terrasse de sinople (citato in RIET) |
|        | Sartoriani (Cesena) (la blasonatura non è stata ancora caricata) (citato in BLCW) Immagine in Blasone Cesenate. |
|        | Sartorio o Sartoris (Ceva) D'argento, alla forbice di ferro, al naturale, aperta, con il capo di nero, a tre stelle d'oro, ordinate in fascia (citato in (23)) |
|        | Sartorio (Sicilia) Titolo: marchese di Analista D'azzurro con un leone d'oro rampante ad un albero al naturale col fusto attorcigliato da un serpente di verde (citato in (28)) d'azzurro, all'albero al naturale, il fusto attorcigliato da un serpente di verde e sinistrato da un leone d'oro (citato in (28)) Notizie storiche in Famiglie nobili di Sicilia. Ulteriori notizie storiche in Famiglie nobili di Sicilia. |
|        | Sartorio (Trieste, Torino) torre di argento su verde aperta e finestrata del campo - 2 bande di argento su rosso (citato in LEOM) |
|        | Sartorio (Trieste) torre di pietra a 3 merli alla guelfa su terrazzo tutto al naturale su argento - cerchio di oro gemmato di argento su azzurro - mare al naturale in punta su azzurro - punta di albero maestro al naturale con vela arrotolata di argento provvisto di una piccola bandiera di rosso con fascia di argento tutto su azzurro - mazzo di 6 spighe di grano al naturale legate al basso dello stesso su argento (citato in LEOM) |
|        | Sartorio (Trieste) mare al naturale sormontato da - una corona di oro su scudetto di nero su - gru al naturale con la sua vigilanza in destra su azzurro - 3 bande di azzurro su argento - torre di argento aperta e finestrata di nero su terrazzo al naturale su azzurro (citato in LEOM) |
|        | Sartorio (Genova, Sicilia) albero sradicato al naturale accollato da un serpente di verde testa verso sinistra - leone rampante di oro verso l'albero tutto su azzurro (citato in LEOM) |
|        | Sartoris (Carmagnola, Scarnafigi) Di rosso, al leone d'oro, linguato del campo alias Partito, di nero, al leone d'oro (armato e lampassato di rosso), e d'oro, a due fasce di nero, il tutto con il capo d'azzurro, carico di una stella (6) d'oro, attraversante per metà sul capo e per metà sul campo del primo punto alias Partito, di Sartoris e d'oro, a due fasce di nero, il tutto con il capo d'azzurro, carico di una stella (6) d'oro, attraversante per metà sul capo e per metà sul campo del primo punto Motto: Olim et nunc (citato in (23)) |
|        | Sartoro (Palermo) d'azzurro, al leone d'oro, rampante ad un albero al naturale, col fusto attorcigliato da un serpente di verde (citato in Mango) |
|        | Sarvetto o Sarvetti (Mondovì) D'oro, alla banda di rosso, carica di tre teste di cervo, d'argento (arma antica?) alias Di rosso, alla banda d'oro, carica di tre teste di cervo, d'argento, cucite alias D'oro, inquartato da un filetto di nero, al 1° e 4° all'aquila di nero, membrata e coronata di rosso, al 2° e 3° alla banda di rosso, carica di tre teste di cervo, d'argento Motto: Des ad me (citato in (23)) |
|        | Sarzana (Corleone, Marsala, Palermo) Titolo: nobile; nobile dei baroni; barone di Filippello, Ramata, Barabino; conte del S. R. I.; marchese di S. Ippolito troncato 1° d'oro al basilisco di verde, linguato di rosso, mirante una stella d'argento posta nell'angolo superiore destro dello scudo, nel 2° mareggiato d'azzurro e d'argento alla mezza luna montante dello stesso (citato in (24)) basilisco di verde linguato di rosso mirante - stella (5 raggi) di argento in alto a sinistra su oro - luna montante di argento su mare fluttuoso di azzurro e di argento (citato in LEOM) alias d'oro, al basilisco di verde, passante in un mare d'azzurro (citato in Mango e in (28)) Corona di marchese Notizie storiche in Famiglie nobili di Sicilia. Ulteriori notizie storiche in Famiglie nobili di Sicilia. |

### Sas
| Stemma | Casato e blasonatura |
| ------ | --- |
|        | Sassatelli d'azzurro, al monte di tre cime d'argento, ordinate in fascia, quella di mezzo più alta, le altre cimate ciascuna da un giglio d'oro (citato in (5) – pag. 106) |
|        | Sassatelli (Cesena) (la blasonatura non è stata ancora caricata) (citato in BLCW) Immagine in Blasone Cesenate. |
|        | Sassatelli (Firenze) Inquartato: nel 1° e 4° d'azzurro, al monte di tre cime d'argento, sostenente sulle cime laterali due gigli d'oro e sormontato dalla tiara pontificia; nel 2° e 3° d'argento, a due fasce abbassate di rosso e al destrocherio armato al naturale attraversante, tenente un rametto di verde, il tutto sormontato da un giglio d'oro, sormontato a sua volta da un lambello a quattro pendenti d'azzurro (citato in (19)) |
|        | Sassetti (Pisa) D'argento, alla banda d'azzurro, bordata d'oro (citato in (19)) 2 filetti di oro in banda su interzato in banda di argento di azzurro e di argento (citato in LEOM) (DE) In Silber 1 golden bordierter blauer Schrägbalken (citato in KHIF) |
|        | Sassetti (Firenze) D'argento, alla banda d'azzurro bordata d'oro alias D'argento, alla banda d'azzurro bordata d'oro, con il capo di Leone X (citato in (19)) |
|        | Sassetti (Toscana) (DE) In Schwarz 1 golden bordierter silberner Schrägbalken (citato in KHIF) |
|        | Sassi (Forlì) d'azzurro, al monte d'argento di 15 cime poste 5, 4, 3, 2, 1, in centro, accompagnato da tre stelle d'oro, due in capo e l'altra in punta (citato in (2) – pag. 123, in (5) - pag. 116 e in DAlena) |
|        | Sassi d'azzurro, a due leoni d'oro, controrampanti a un monte d'argento di 15 cime (sassi) d'argento, movente dalla punta, sormontati da una stella di sei raggi d'oro (citato in (5) – pag. 98) |
|        | Sassi (Firenze) Bandato increspato di rosso e d'argento alias Fasciato increspato di rosso e d'argento (citato in (19)) |
|        | Sassi o Sassi della Tosa (Firenze) Bandato increspato di rosso e d'argento (citato in (19)) alias Troncato: nel 1° di nero, a sei losanghe coricate d'argento, 1.2.3, e alla bordura cucita di rosso; nel 2° d'azzurro, alla forbice d'argento posta in banda e accompagnata nel cantone sinistro del capo dallo scudetto rotondo del Popolo fiorentino (citato in (19)) (DE) Unter 1 rotbordierten und mit 6 1:2:3 gestellten silbernen Steinen belegten schwarzen Schildhaupt in Blau 1 schräggelegte naturfarbene Schafschere und 1 mit 1 roten Kreuz belegte silberne Scheibe nebeneinander (citato in KHIF) |
|        | Sassi (Toscana) (DE) n Rot 8 silberne Spickelschrägbalken (citato in KHIF) |
|        | Sassi (Pistoia) D'azzurro, alla montagna di tre cime di verde, e alla banda attraversante d'argento, caricata di tre stelle a otto punte di rosso (citato in (19)) |
|        | Sassi o Sasso (Rovigo) leone rampante di oro tenente un sasso di argento nella zampa destra su verde (citato in LEOM) |
|        | Sassi (Cesena) (la blasonatura non è stata ancora caricata) (citato in BLCW) Immagine in Blasone Cesenate. |
|        | Sassi de la Tosa (Firenze) troncato di nero e di azzurro - 6 losanghe coricate poste 1,2,3 di argento sul nero - forbice araldica detta anche forza di argento posta in banda accompagnata in alto a sinistra da - una palla di argento crociata di rosso sull'azzurro (citato in LEOM) |
|        | Sassi de' Lavizzari (Milano) d'azzurro, a due lance decussate, accompagnate in capo da una stella e in punta da una pina, il tutto d'oro (citato in (2) – pag. 224 e in DAlena) |
|        | Sassi di Livizzari (Sondrio, Milano) 2 lance incrociate accompagnate in alto da - stella (6 raggi) e in basso da - una pigna tutto di oro su azzurro (citato in LEOM) |
|        | Sassi di Livizzari (Sondrio, Milano) 3 bande doppiodentellate di rosso su argento (citato in LEOM) |
|        | Sassini (Firenze) D'oro, al massacro di montone di nero, seminato di crescenti e di punti del campo (citato in (19)) |
|        | Sasso (Scala) inquartato: nel 1° e 4° d'argento alla croce di Malta di rosso; nel 2° e 3° d'argento ad un monte di cinque cime di verde alias d'argento, ad un monte di cinque cime di verde nascente dalla punta ed accompagnato in capo da due croci di Malta di rosso poste in fascia alias d'azzurro, ad un monte di cinque cime di verde dal quale nascono due ramoscelli fogliati e fioriti d'argento (citato in DAlena) |
|        | Sasso (Molfetta) d'azzurro, alla testa di moro attortigliata d'argento, accompagnata in capo da due rose di rosso Motto: Frangar non flectar (citato in DAlena, in (26) e in ) |
|        | Sassoli (Prato, Firenze) Bandato doppiomerlato d'oro e di rosso alias D'oro, a quattro bande doppiomerlate di rosso (citato in (19)) |
|        | Sassoli (Bologna) torre slanciata di argento cimata da cupola fornita di banderuola svolazzante aperta e finestrata di nero su terrazzo di verde su azzurro (citato in LEOM) |
|        | Sassoli de' Bianchi (Bologna) leone rampante rivolto di oro accompagnato da - 6 rose poste in orlo dello stesso su rosso - albero di quercia posto su monte a 3 cime uscente da terrazzo tutto di verde su azzurro - fascia di argento su - bandato di oro e di azzurro (citato in LEOM) |
|        | Sassolini (Firenze, Prato) Di nero, alla croce di sant'Andrea d'oro alias D'argento, alla croce di sant'Andrea di nero (citato in (19)) |
|        | Sassona (Molise) (la blasonatura non è stata ancora caricata) (citato in DAlena) |

### Sat
| Stemma | Casato e blasonatura |
| ------ | --- |
|        | Sati (Firenze) Di..., a due rami di palma di..., divaricati e addossati in palo, e legati insieme di... (citato in (19)) |
|        | Satta (Nulvi, Sassari, Ozieri, Perugia, Chieti, Teti, Olzai, Gavoi, Orune) Inquartato: nel 1° d'oro ad una fanciulla vestita di rosso seduta sopra un cervo passante sulla campagna di verde e tenente colla destra le corna del cervo, colla sinistra un dardo, il tutto al naturale; nel 2° d'azzurro al leone d'oro, coronato dello stesso; nel 3° alla banda d'oro, caricata di un'ombra di sole di rosso fra due rupi al naturale; nel 4° d'oro alla quercia di verde nodrita sulla pianura dello stesso (citato in DAlena) fanciulla vestita di rosso seduta su un cervo corrente tenendosi alle corna di questo con la destra e afferrante con la sinistra una freccia su terrazzo di verde tutto al naturale su oro - leone rampante coronato di oro su azzurro - ombra di sole di rosso su banda di oro su - rupe al naturale uscente dalla partizione a destra digradante in sbarra verso la punta su azzurro - albero di quercia nodrito su terrazzo uscente dalla punta tutto di verde su oro (citato in LEOM) alias Partito: nel 1º d'argento ad una fanciulla coronata d'alloro seduta sopra un cervo corrente sulla pianura erbosa, tenente con la sinistra le corna del cervo e con la destra un dardo, il tutto al naturale; nel 2° d'azzurro alla banda d'oro caricata di un'ombra di sole di rosso fra due rupi al naturale (citato in DAlena) fanciulla vestita di rosso seduta su un cervo corrente tenendosi alle corna di questo con la destra e afferrante con la sinistra una freccia su terrazzo di verde tutto al naturale su argento - sole di rosso su banda di oro su - rupe al naturale uscente dalla partizione a destra digradante in sbarra verso la punta su azzurro (citato in LEOM) |
|        | Satta (Nulvi, Olzai, Gavoi, Orune) motto: "SOLIS AB INFLUXU" in lettere maiuscole di rosso su scaglione di oro su azzurro - fenice di argento sulla sua immortalità di rosso mirante - un sole di oro uscente dal canton sinistro del capo in alto su azzurro - albero di palma di verde nodrito su terrazzo dello stesso uscente dalla punta accompagnato da - 2 leoni controrampanti di oro in basso su azzurro (citato in LEOM) |
|        | Saturnini (Roma) troncato d'oro e d'azzurro al centauro saettante dell'uno all'altro (citato in (2) – pag. 121 e in DAlena) alias D'azzurro al centauro d'oro, rivolto e corrente, con l'arco teso dello stesso (citato in DAlena) |

### Sau
| Stemma | Casato e blasonatura |
| ------ | --- |
|        | Sauboin (Firenze) D'azzurro, alla banda d'argento caricata di due rose di rosso bottonate del proprio campo (citato in (19)) 2 rose di rosso su banda di argento su azzurro (citato in LEOM) |
|        | Sauli (Genova) Titolo: marchesi di Bagnasco; signori di Cremolino, Marescotto, Mombasiglio, Pozzolo Formigaro; consignori di Niella, Ormea, Priola, Roascio D'argento, all'aquila di rosso, coronata e rostrata d'azzurro, con il volo abbassato (citato in (23)) |
|        | Sauli (Genova, Ceva) Titolo: consignori di Igliano D'argento, all'aquila di rosso, armata e membrata d'oro, con il volo abbassato alias D'oro, all'aquila di rosso, armata e membrata d'oro, con il volo abbassato (citato in (23)) |
|        | Sauli (Ovada) D'argento, all'aquila spiegata di rosso, coronata, rostrata e membrata d'oro (citato in (34)) |
|        | Sauli (Cesena) (la blasonatura non è stata ancora caricata) (citato in BLCW) Immagine in Blasone Cesenate. |
|        | Sauli Scassi o Saoli o Sauli d'Igliano (Genova, Torino) aquila di rosso armata e linguata di azzurro con il volo abbassato (ali) su argento (citato in LEOM) |
|        | Sauli Scassi o Saoli o Sauli d'Igliano (Genova, Torino) 6 palle di rosso poste in orlo su argento (citato in LEOM) |
|        | Sauli Scassi o Saoli o Sauli d'Igliano (Genova, Torino) 6 stelle (8 raggi) poste in piramide rovesciata di argento su rosso - scudetto troncato di oro e di argento su argento in capo (citato in LEOM) |
|        | Saunders Claxon (San Miniato, Gloucester (Inghilterra)) Partito: nel 1° inquartato: I e IV di rosso, alla fascia composta d'ermellino e d'oro di sei pezzi, accompagnata in capo da due ricci passanti di nero e in punta da un cervo coricato d'argento; II e III troncato in scaglione: di rosso, a due teste di grifone d'oro, e d'oro al crescente montante d'argento; nel 2° inquartato: nel I e IV d'azzurro, al bastone nodoso d'oro, posto in fascia e accompagnato da due leoni leoparditi dello stesso, 1.1; nel II e III di nero, al capo d'argento caricato di tre teste di grifone del campo (citato in (19)) 2 istrici passanti al naturale su rosso - palato di armellino e di oro - cervo di argento sdraiato su rosso - 2 teste di cavallo di oro poste in fascia su rosso - luna montante di argento su oro - 2 leoni passanti un sull'altro separati da un bastone posto in fascia tutto di oro su azzurro - nero pieno - con il capo di argento caricato di 3 teste di cane di nero poste in fascia (citato in LEOM) |
|        | Saura (Trapani) d'azzurro, al leone d'oro coronato dello stesso, linguato di rosso (citato in Mango) |
|        | Saurdan (Francia) D'argento alla croce di nero cancellata d'oro (citato in DAlena) |
|        | Saurdoni d'argento, alla croce di nero, cancellata d'oro (citato in (5) – pag. 114) |
|        | Saurini o Saurino (Nizza) Titolo: consignori di Santa Margherita D'azzurro, alla fascia d'oro, carica di un leone, di nero, illeopardito (citato in (23)) |
|        | Sauteravi d'azzurro, alla croce d'oro, accantonata da quattro sparvieri soranti d'argento (citato in (5) – pag. 161) |

### Sav
| Stemma | Casato e blasonatura |
| ------ | --- |
|        | Sava (Napoli, Messina) d'azzurro, alla torre d'oro terrazzata di verde, accompagnata in capo da tre stelle d'argento poste in fascia (citato in (2) – pag. 10 e in DAlena) d'azzurro, alla torre d'oro, nodrita sulla campagna di verde, sormontata da tre stelle d'argento, ordinate nel capo (citato in Mango) |
|        | Sava (Napoli) torre di oro merlata alla guelfa su terrazzo di verde uscente dalla punta su azzurro - 3 stelle (8 raggi) di argento poste in fascia in alto su azzurro (citato in LEOM) |
|        | Savalli o Savallo (Brescia) cane levriero rampante di argento collarinato di rosso su verde (citato in LEOM) |
|        | Savallo o Savalli (Sabbio Chiese) di verde a un cane levriero rampante d'argento, sormontato da una corona, sostenente un cuore raggiante (citato in Piovanelli) |
|        | Savarese (Napoli, Torre del Greco) Titolo: baroni d'azzurro alla fascia di rosso accompagnata in capo da due teste di moro affrontate e in punta di un giglio d'oro (citato in (24)) fascia di rosso su azzurro - 2 teste di moro al naturale di profilo affrontate attorcigliate di argento in alto su azzurro - un giglio di oro in basso su azzurro (citato in LEOM) |
|        | Savelli (Modigliana) D'azzurro, al rosaio al naturale, fiorito di un pezzo di rosso, sostenuto da due leoni d'oro affrontati e nodrito sulla campagna dello stesso, caricata di tre bande di rosso; il tutto accompagnato in capo da tre gigli d'oro ordinati fra i quattro pendenti di un lambello dello stesso (citato in (19) e in DAlena) alias D'azzurro, al rosaio al naturale, fiorito di un pezzo di rosso, sostenuto da due leoni d'oro affrontati e nodrito sulla campagna dello stesso, caricata di tre bande di rosso; il tutto accompagnato in capo da tre gigli d'oro ordinati fra i quattro pendenti di un lambello di rosso (citato in (19) e in DAlena) rosa di rosso fogliata e stelata di verde uscente dalla campagna accompagnata da - 2 leoni controrampanti di oro su azzurro - capo d'Angiò cucito - 3 bande di rosso sulla campagna di oro (citato in LEOM) |
|        | Savelli (Molise, Roma) Spaccato d'argento sopra un bandato d'oro e di rosso, alla fascia di verde caricata con una burella ondata di nero, attraversante sulla partizione; l'argento caricato di due leoni affrontati d'oro tenenti colle branche anteriori una rosa di rosso gambuta e fogliata di verde, sormontata da un uccello di nero alias Spaccato d'argento sopra un bandato d'oro e di rosso, alla fascia di verde caricata con una serpe ondeggiante d'argento, attraversante sulla partizione; l'argento caricato di due leoni affrontati d'oro miranti una rosa di rosso di sei petali, sormontata da un uccello d'oro (citato in DAlena) |
|        | Savelli (Roma) (la blasonatura non è stata ancora caricata) (Immagine nell' Archivio Storico Capitolino (PDF).) |
|        | Savelli o Domus Savellae (Roma) (la blasonatura non è stata ancora caricata) (immagine dello Stemmario reale di Baviera.) |
|        | Savelli (Cesena) (la blasonatura non è stata ancora caricata) (citato in BLCW) Immagine in Blasone Cesenate. |
|        | Savelli Spinola (Roma) (la blasonatura non è stata ancora caricata) (Immagine nell' Archivio Storico Capitolino (PDF) (archiviato dall'url originale il 26 febbraio 2017).) |
|        | Savi (Fiesole) Troncato: nel 1° d'oro, all'aquila sorante, rivolta e retroguardante di nero; nel 2° di rosso, all'albero di pino al naturale, fruttifero dello stesso, e terrazzato di verde (citato in (19)) |
|        | Savi (Firenze) albero di pino fruttato di oro nodrito su terrazzo uscente dalla punta tutto al naturale su rosso - aquila di nero su oro in capo (citato in LEOM) |
|        | Savignani (Bologna) di rosso, alla fascia d'argento (citato in (8) – pag. 677) |
|        | Saviliani o Savigliano (Savigliano) Inquartato, al 1° e 4° d'azzurro, al giglio d'oro, al 2° e 3° bandato d'argento e di rosso Motto: Et clemens et fortis (citato in (23)) |
|        | Savin (Cogne, Aosta) Titolo: consignori di Bosses Troncato cuneato, il 1° di rosso, il 2° d'azzurro, alla torre d'argento, murata di nero alias D'azzurro alla torre di argento, murata di nero, sostenente un pennone, di rosso Motto: Fidelitas (citato in (23)) |
|        | Savini di rosso al monte di tre cime accompagnato in capo da una stella, il tutto di argento (citato in (4) – Vol. II pag. 94) |
|        | Savini (Siena) (la blasonatura non è stata ancora caricata) (citato in BNDD) Immagine ne L'araldica sarteanese nei secoli. |
|        | Savini (Siena) Di rosso, al monte di tre cime d'argento, cimato da una stella a sei punte dello stesso alias Di rosso, al monte di tre cime d'argento, sormontato da una stella a sei punte dello stesso alias Di rosso, al monte di tre cime d'argento, cimato da una stella a sei punte dello stesso, con il capo dell'Impero alias Di rosso, al monte di tre cime d'argento, sormontato da una stella a sei punte dello stesso, con il capo dell'Impero (citato in (19)) |
|        | Savini (Firenze) D'azzurro, alla banda d'argento caricata di tre crocette di rosso (citato in (19)) |
|        | Savini o Savinis (Bard) Di rosso, al carciofo d'oro, con il capo d'azzurro, cucito, carico di due fasce di cinque rombi ciascuna, d'oro, accollati ed appuntati Motto: Sola virtus (citato in (23)) |
|        | Savini (Sicilia) d'azzurro, alla torre d'argento aperta e finestrata di nero, terrazzata di verde, sormontata da un crescente montante d'argento (citato in Mango) |
|        | Savini (Rimini) 3 stelle (5 raggi) di argento su fascia di oro su - 2 cornucopie dello stesso incrociate al basso e ripiene di abbondante frutta al naturale su azzurro - stella (5 raggi) di argento in alto su azzurro (citato in LEOM) |
|        | Savini (Roma, Muccia) monte a 3 cime uscente dalla punta sormontato da - stella (8 raggi) tutto di oro su rosso (citato in LEOM) |
|        | Savini (Fermo) braccio destro armato uscente da destra impugnante con la mano di carnagione una mazza d'arme tutto di argento su rosso (citato in LEOM) |
|        | Savini (Piacenza) aquila al naturale tenente nel becco un ramo di olivo di verde su oro - 3 stelle (6 raggi) di argento poste in fascia su oro in capo - trangla di rosso (citato in LEOM) |
|        | Savini (Viterbo) torre a 2 palchi merlata alla ghibellina di argento su terrazzo di verde uscente dalla punta su azzurro aperta e finestrata di nero cimata da - luna montante di argento su azzurro (citato in LEOM) |
|        | Savini Landucci (Rimini) 3 stelle (5 raggi) di argento su fascia di oro su - 2 cornucopie dello stesso incrociate al basso e ripiene di abbondante frutta al naturale su azzurro - stella (5 raggi) di argento in alto su azzurro - monte a 5 cime di rosso cimato da - una cometa ondeggiante in palo di oro tutto su argento (citato in LEOM) |
|        | Savini Nicci (Roma) (la blasonatura non è stata ancora caricata) |
|        | Savini Nicci (Roma) torre di argento merlata di 4 pezzi alla guelfa su azzurro aperta e finestrata del campo sormontata da - stella (8 raggi) di oro in alto su azzurro (citato in LEOM) |
|        | Savio (Mondovì) Troncato di nero e di rosso, con il capo d'oro, carico di un'aquila coronata, di nero (citato in (23)) |
|        | Savio (Cercenasco, Carignano) D'argento, alla pianta di salvia, nutrita sulla vetta di un monte di tre vette, movente dalla punta dello scudo, il tutto di verde, con il capo d'azzurro, carico di tre stelle d'oro, ordinate in fascia Motto: Felix qui miseretur (citato in (23)) |
|        | Savio o Savi (Villanova Mondovì, Boves) uno scudo caricato di tre foglie di salvia a lungo gambo attraversato in fascia da un rigo rilevato; al capo tre rozze stelle in fascia (le tre foglie di alvia si innalzano separatamente le une dalle altre, da una stessa zolla, il tutto di verde) (citato in (31)) alias d'argento a una pianta di salvia di tre foglie verdi; ed il capo di azzurro caricato di tre stelle d'oro, ordinate in fascia (citato in (31)) alias d'argento, alla pianta di salvia di tre ramoscelli, movente dalla cima di mezzo, più alta delle laterali, di un monte di tre vette, il tutto di verde, colal fascia d'oro attraversante; col capo d'azzurro, carico di tre stelle d'oro, ordinate in fascia (citato in (31)) Cimiero: un fanciullo ignudo reciso Motto: Nascendo felix qui miseretur                                                       |
|        | Savio o Salvio (Chieri) Troncato, al 1° d'azzurro, a tre stelle d'oro, ordinate in fascia, al 2° d'argento, alla pianta di salvia, di tre rami, nutrita sulla pianura di verde alias Interzato in fascia, al 1° d'azzurro, a tre stelle d'oro, ordinate in fascia, al 2° d'argento, a tre foglie di salvia di verde, appuntate e nutrite nella partizione, al 3° di verde Motto: Felix qui miseretur (citato in (23)) |
|        | Savio (Torino) D'azzurro, alla fascia d'argento, carica di un'aquila coronata, di nero, e accompagnata in punta da una S, accostata da due stelle, il tutto d'argento Motto: Omnis sapientia a Domino meu (citato in (23)) |
|        | Savio (Saluzzo, Piasco, Bergamo, Torino, Verzuolo) Titolo: nobili D'argento, alla pianta di salvia di tre ramoscelli, movente dalla cima di mezzo, più alta delle laterali, di un monte di tre vette, il tutto di verde, con la fascia d'oro attraversante la pianta di salvia, con il capo d'azzurro, carico di tre stelle d'oro, ordinate in fascia (citato in (23)) fascia di oro su - pianta di salvia a 3 ramoscelli di verde movente dalla cima di mezzo di 3 monti al naturale di verde uscenti dalla punta su argento - 3 stelle (5 raggi) di oro poste in fascia su azzurro in capo (citato in LEOM) Motto: Nascendo |
|        | Savio di Bernstiel (Livorno Ferraris, Torino) Titolo: barone D'argento, alla pianta di salvia di tre ramoscelli, movente dalla cima di mezzo, più alta delle laterali, di un monte di tre vette, il tutto di verde, con il capo d'azzurro, carico di tre stelle d'oro, ordinate in fascia (citato in (23)) d'argento, alla pianta di salvia, nodrita sulla vetta di un monte di tre vette, movente dalla punta dello scudo, il tutto di verde; col capo di azzurro, carico di tre stelle d'oro, ordinate in fascia (citato in (31)) pianta di salvia a 3 ramoscelli di verde movente dalla cima di mezzo di 3 monti al naturale di verde uscenti dalla punta su argento - 3 stelle (5 raggi) di oro poste in fascia su azzurro in capo (citato in LEOM) Motto: Son savio |
|        | Savioli (Padova) squamato di argento armellinato di nero - bandato di oro e di azzurro (citato in LEOM) |
|        | Savioli Fontana Coltelli (Bologna) orso rampante di nero su quartier franco sinistro di argento su troncato di - squamato di argento armellinato di nero - e di bandato di oro e di azzurro (citato in LEOM) |
|        | Saviozzi (Pisa) D'azzurro allo scaglione d'oro accompagnato in capo da due stelle di otto raggi dello stesso ed in punta da un'aquila d'argento (citato in Blasonario di famiglie illustri italiane, vol. II, n. 2127) |
|        | Savoia (casa reale) inquartato: nel primo gran quartocontra inquartato; I di Gerusalemme, II Lusignano e Cipro, III Armenia, IV Lussemburgo. Nel secondo gran quarto, partito e innestato in punta: I Vestfalia, II Sassonia, III Angria. Nel terzo gran quarto, partito; I Chablais, II Aosta. Nel quarto gran quarto, semitroncato partito; I Piemonte, II Ginevra, III Monferrato. Innestato in punta fra il terzo e il quarto gran quarto per Nizza; sul tutto uno scudetto di Savoja antica (d'oro all'aquila di nero coronata dello stesso) e sopra il tutto del tutto, in cuore dell'aquila, di Savoja moderna. Nel punto d'onore sul tutto di Sardegna (citato in (2) – pag. 394) |
|        | Savoia-Aosta (la blasonatura non è stata ancora caricata) |
|        | Savoia-Genova (la blasonatura non è stata ancora caricata) |
|        | Savoja (Asolo) (la blasonatura non è stata ancora caricata) (citato in DAlena) |
|        | Savorelli (Roma) Spaccato di argento e di rosso al grifo dell'uno nell'altro (Immagine nell' Archivio Storico Capitolino (PDF).) |
|        | Savorelli Muti Papazzurri (Forlì) grifo rampante troncato di rosso e di argento su troncato di argento e di rosso - capo di Francia (citato in LEOM) |
|        | Savorgnan di rosso, alla bandiera bifida d'argento astata d'oro posta in banda (citato in (4) – Vol. II pag. 180) |
|        | Savorgnan (Udine, Pinerolo) Titolo: marchesi di Cereseto d'argento, allo scaglione di nero (citato in (4) – Vol. VI pag. 169 e in (23)) scaglione di nero su argento (citato in LEOM) |
|        | Savori (Pistoia) Inquartato decussato d'oro, di rosso, d'azzurro e d'oro (citato in (19)) |

### Sax
| Stemma | Casato e blasonatura                                                                                     |
| ------ | --- |
|        | Sax o Sax dell'Unicorno (Toscana) (DE) In Rot 2 dreiarmige schwarze Anker nebeneinander (citato in KHIF) |

### Say
| Stemma | Casato e blasonatura                                                                      |
| ------ | ----------------------------------------------------------------------------------------- |
|        | Say (Firenze) Di rosso, a due ancore a tre bracci affiancate al naturale (citato in (19)) |